# Segment F
| subclasse de | automòbil                     |
| sèrie        | Classificació dels automòbils |

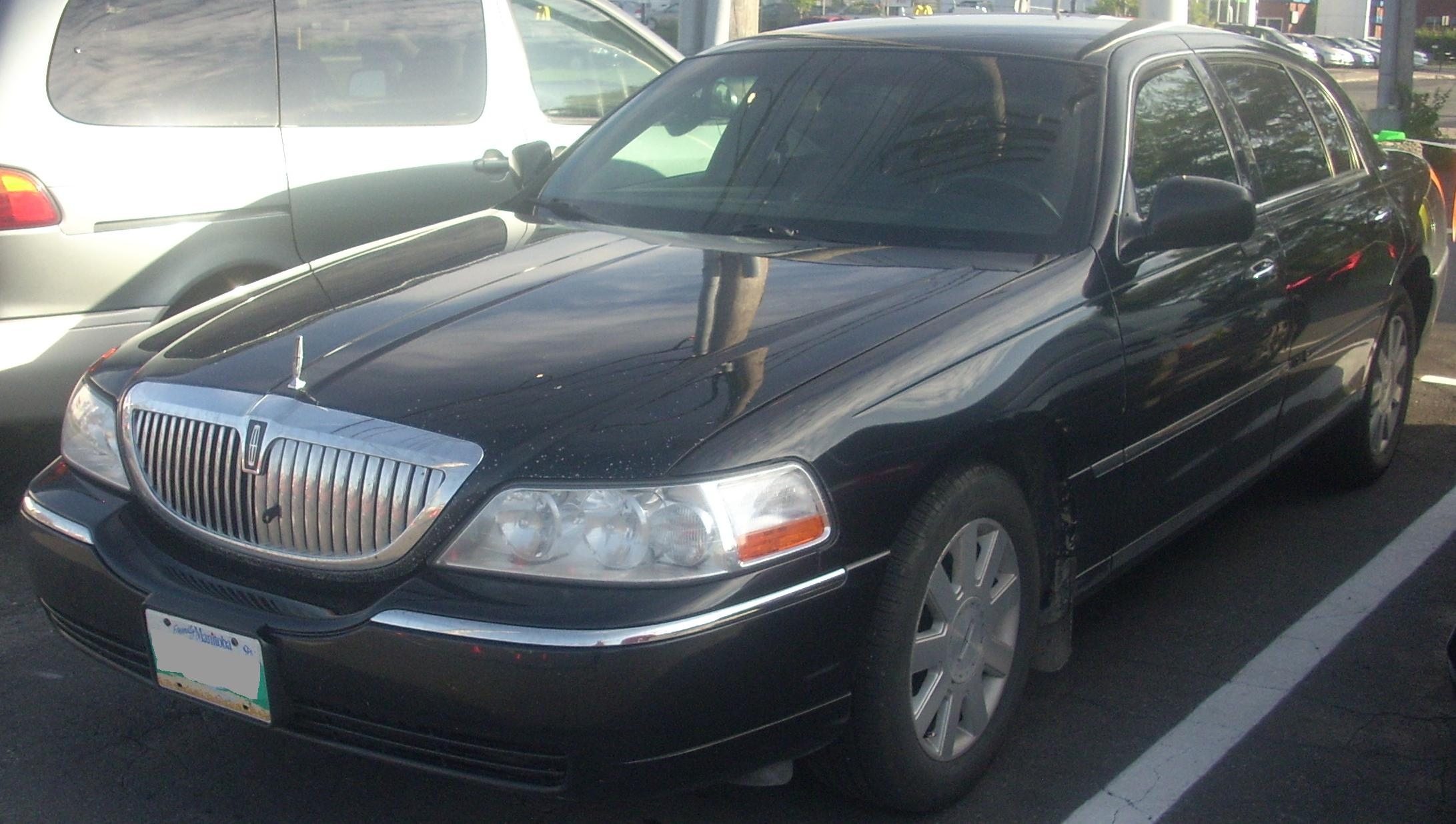
Lincoln Town Car, un automòbil de luxe del segment F

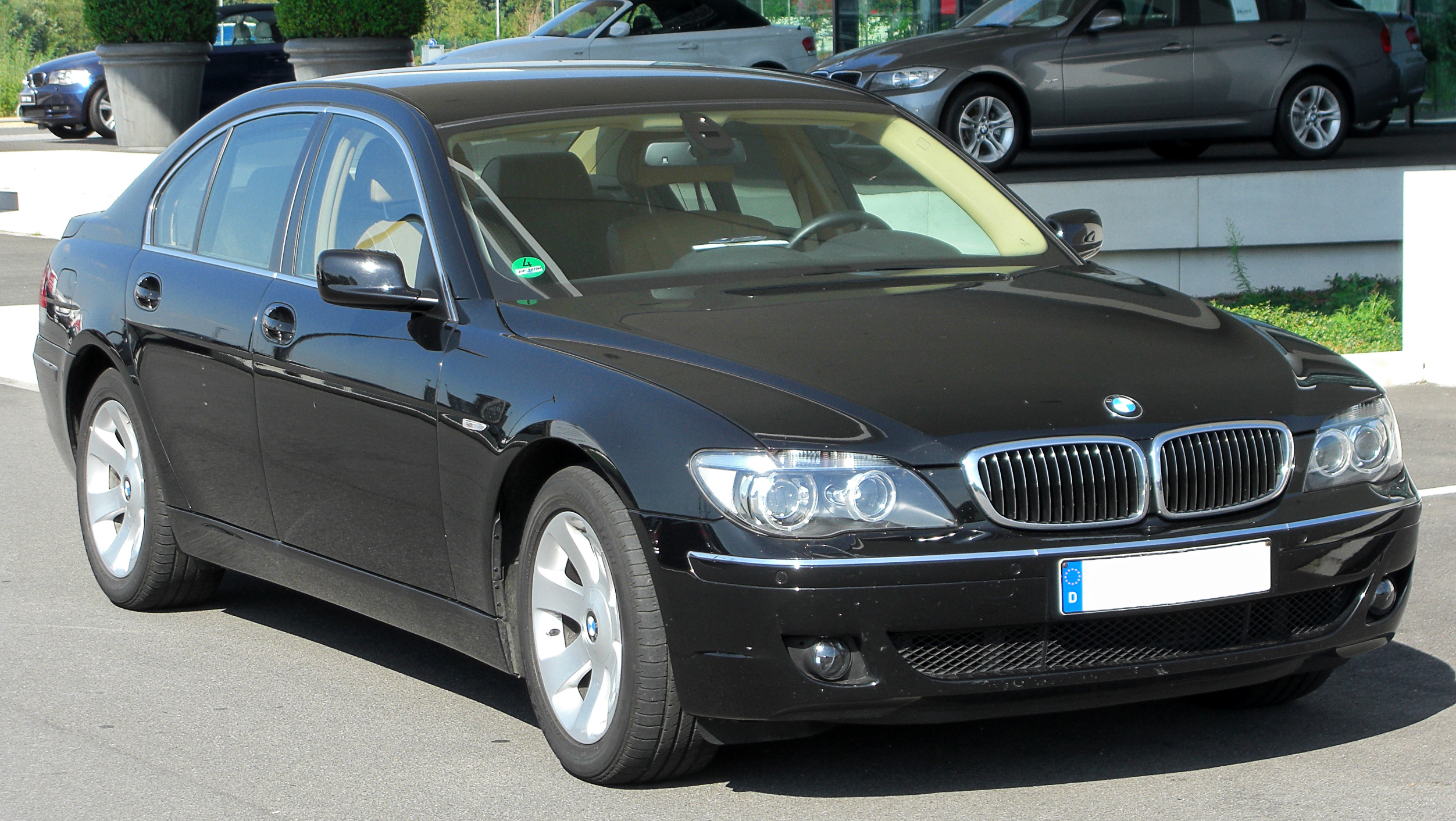
BMW Serie 7, un automòbil de turisme del segment F.

El segment F és un segment d'automòbils que s'ubica per a sobre del E. Aquests vehicles mesuren almenys 5,00 m i típicament són més potents, luxosos i costosos que els de segments anteriors. Un automòbil de turisme del segment F gairebé sempre té carrosseria sedan. Algunes formes alternatives d'anomenar-los són "berlina de luxe", "automòbil sumptuós" i "automòbil de representació". En general, els turismes estan dissenyats pensant en el confort dels passatgers més que en el del conductor.
Alguns models presents al mercat actual són els Mercedes-Benz Clase S i Clase CL, el BMW Serie 7, el Lincoln Town Car, el Lincoln MKS, el Cadillac DTS, l'Audi A8, el Jaguar XJ, el Cadillac STS, el Lexus LS, el Maserati Quattroporte, el Volkswagen Phaeton, els Bentley Flyng Spur i Azure (i la seva variant, el Brooklands), el Kia Opirus, l'Honda Legend i el Porsche Panamera.
Els sedans com el Maybach 57 i Maybach 62 i el Rolls-royce Phantom, al costat de l'Aston Martin Rapide pertanyen a un segment més elevat.
Un automòbil tot terreny equivalent en mida a un turisme del segment F se sol denominar "tot terreny gran"; en general, tenen tres files de seients i un maleter més gran que el de tot terrenys més petits, com l'Audi Q7, el Mercedes-Benz Clase GL, el Lexus LX, el Cadillac Escalade, el Lincoln navigator, el Range Rover i el Toyota Land Cruiser.